# Assedio di Chōkō-ji
Il castello di Chōkō-ji (長興寺?) fu catturato da Oda Nobunaga dal clan Rokkaku. I Rokkaku provarono a riconquistarlo nel 1570 mettendolo sotto assedio e tagliando le forniture d'acqua.
Dopo aver finito le scorte d'acqua i difensori, guidati da Shibata Katsuie, si lanciarono in una carica frontale agli assedianti e riuscirono a mettere in rotta il clan Rokkaku ponendo fine all'assedio.